# Äriküla
Äriküla är en ort i Estland. Den ligger i kommunen  Mulgi vald (tidigare Karksi vald) och landskapet Viljandimaa, i den södra delen av landet, 160 km söder om huvudstaden Tallinn. Äriküla ligger 108 meter över havet och antalet invånare är 152.
Terrängen runt Äriküla är platt. Runt Äriküla är det glesbefolkat, med 12 invånare per kvadratkilometer. Närmaste större samhälle är Karksi-Nuia, 4,8 km norr om Äriküla. I omgivningarna runt Äriküla växer i huvudsak blandskog.